# Bembidion fortestriatum
Bembidion fortestriatum es una especie de escarabajo del género Bembidion, familia Carabidae. Fue descrita científicamente por Motschulsky en 1845.
Habita en Canadá y los Estados Unidos.